# 구조역학
구조역학(構造力學)은 구조물의 형태, 경계 조건, 하중 조건에 의해 발생하는 부재력(axial force of member), 반력(reaction force) 등을 통하여 구조물의 변형을 규명하고자 하는 학문이다.